# 342844 Anabel
342844 Anabel è un asteroide della fascia principale. Scoperto nel 2008, presenta un'orbita caratterizzata da un semiasse maggiore pari a 2,804797 UA e da un'eccentricità di 0,076789, inclinata di 6,081380° rispetto all'eclittica.